# Francisco Cepeda
Francisco Cepeda (Sopuerta, 8 de março de 1906 — Grenoble, 14 de julho de 1935) foi um ciclista espanhol. Foi profissional entre o ano de 1925 até 1935. Ele faleceu a caminho do hospital na ambulância depois de sofrer uma queda no Tour de France na descida do Col du Galibier.